# بالشعب وللشعب
بالشعب وللشعب (بالإنجليزية: By the people and for the people)، هو الشعار الوطني للجمهورية الجزائرية. وذلك حسب المادة الثانية عشر الفـصل الثالـث من الدستور الجزائري «تستمدّ الدّولة مشروعيّتها وسبب وجودها من إرادة الشّعب.
شعارها : بالشّعب وللشّعب.
وهي في خدمته وحده.»